# Claughton (Wyre)
Claughton – wieś w Anglii, w hrabstwie Lancashire, w dystrykcie Wyre. Leży 56 km na północny zachód od miasta Manchester i 316 km na północny zachód od Londynu.